# عتال
العَتَّال هو الحمّال بأجرة. مثال: حمل العتال الحقائب. وقد تعني أيضا عامل شحن، عتّال مطارات أو ناقل الأثاث.

## معرض صور

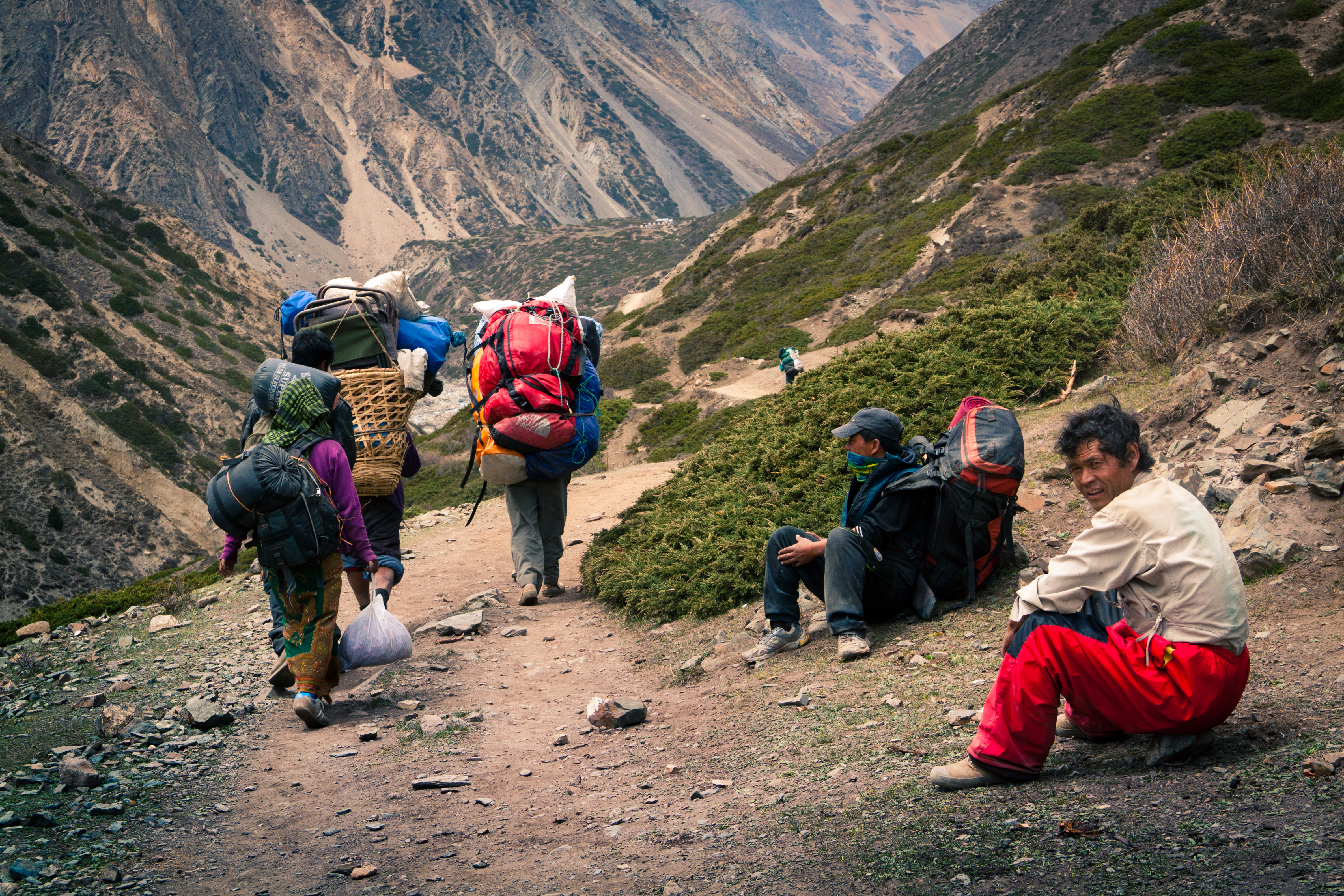
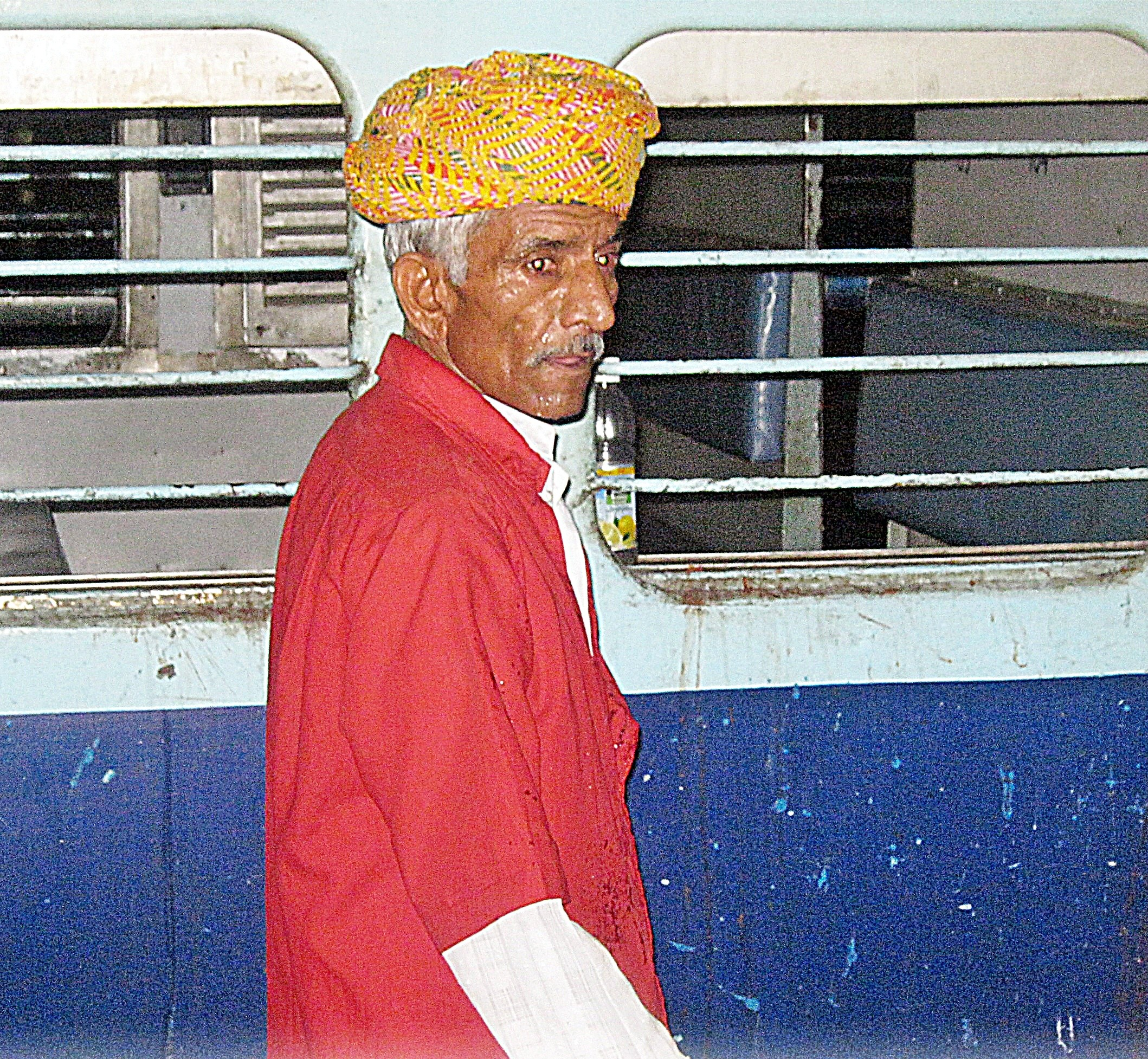
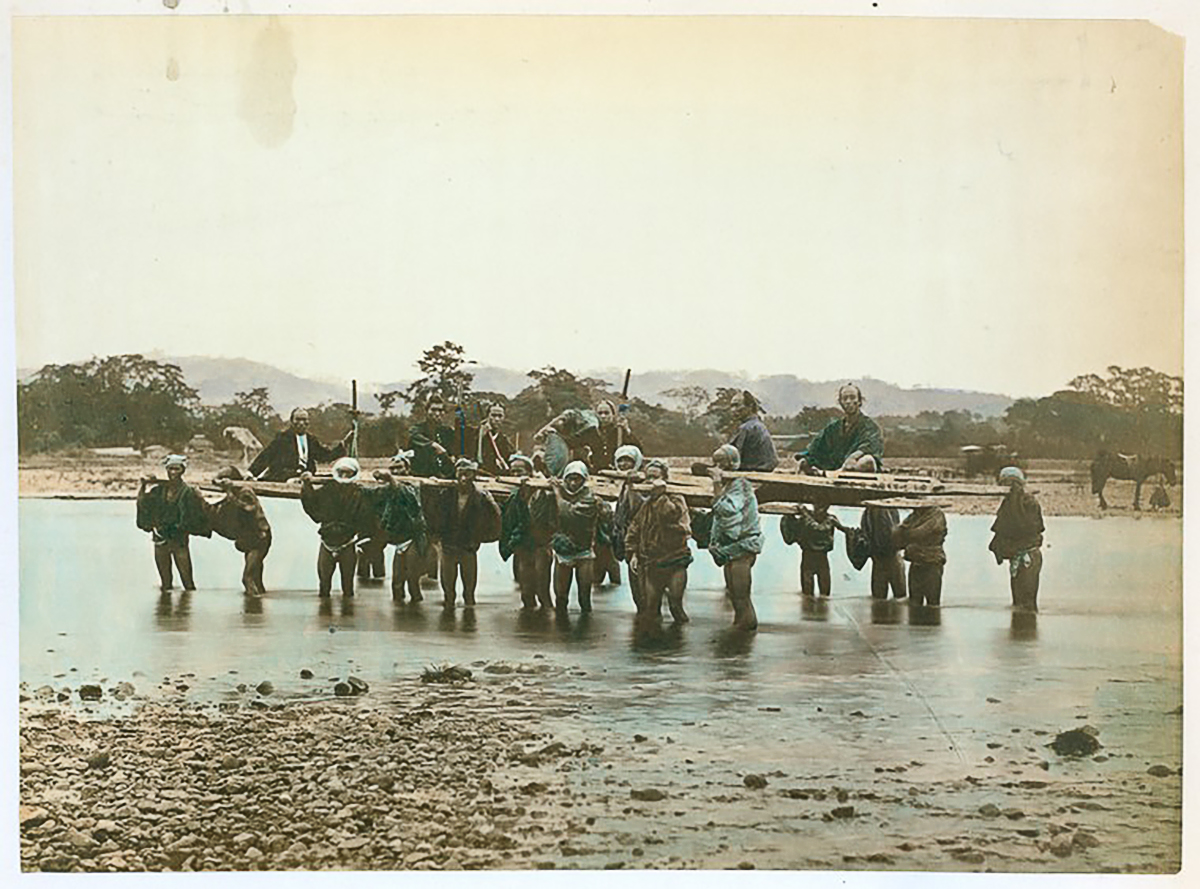
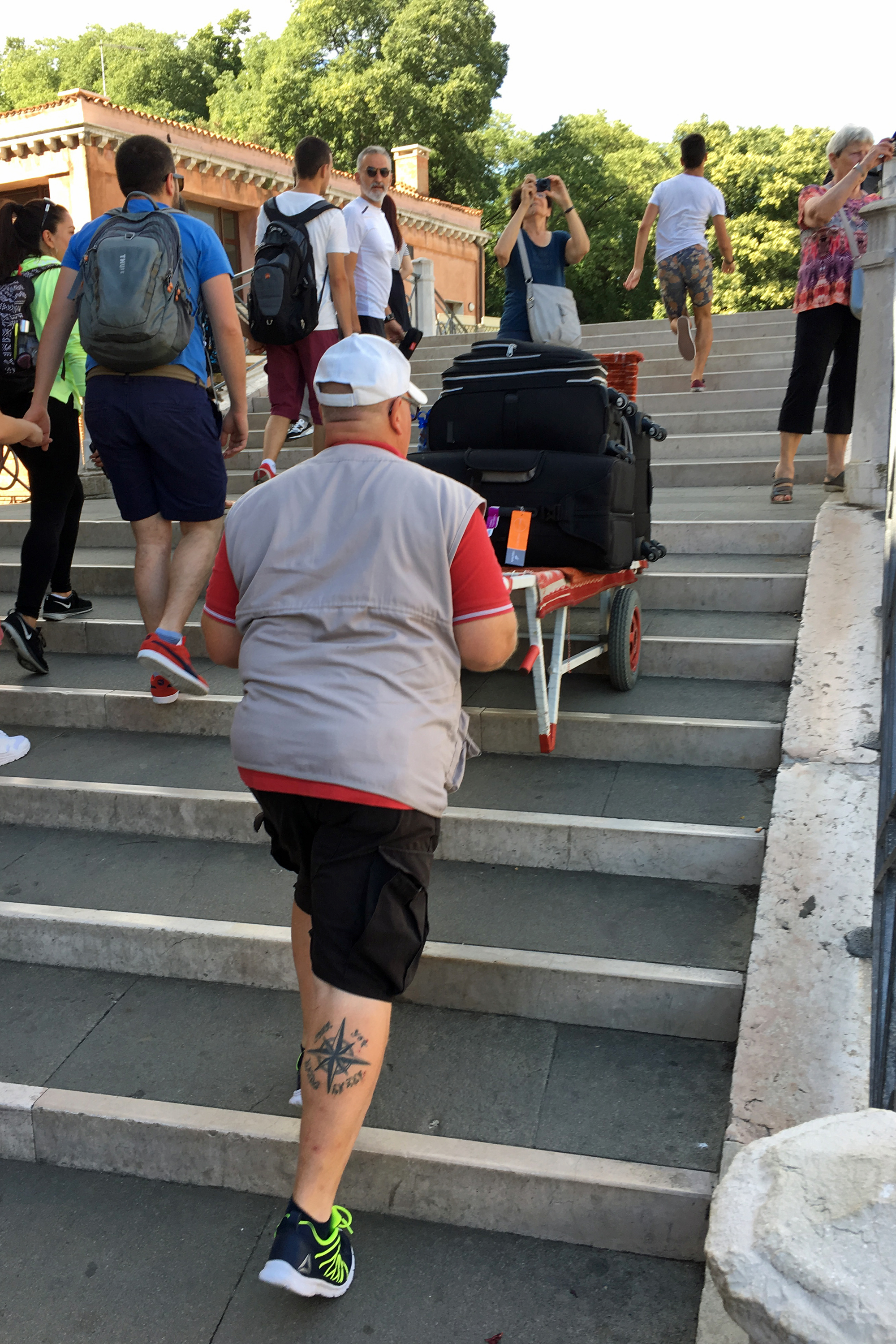
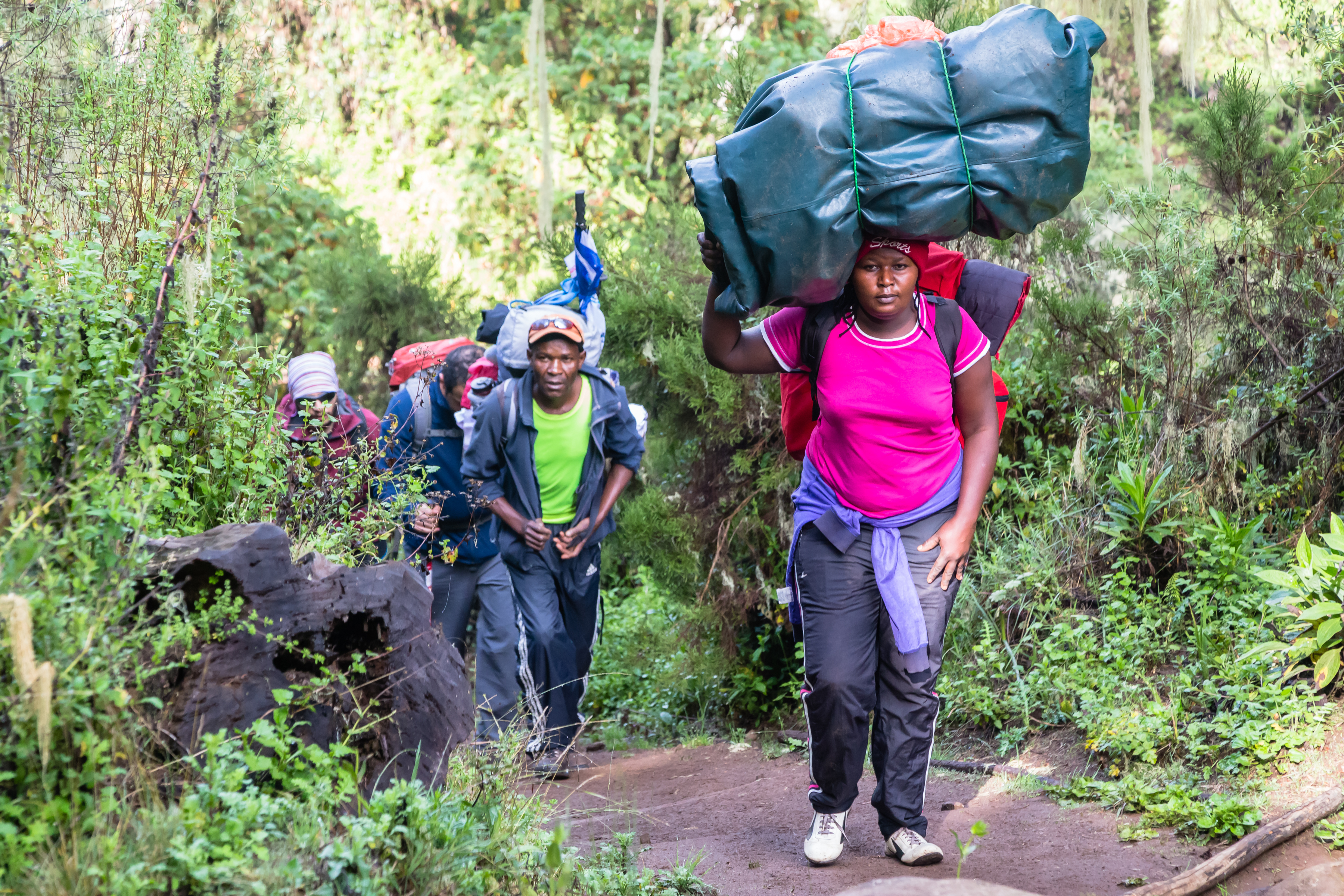